# マーチ・85B
マーチ・85B (March 85B) は、イギリスのマーチ・エンジニアリングが1985年のフォーミュラ3000 (F3000) 用に設計・開発・製造されたフォーミュラカーである。別モデルである86Aは、アメリカン・レーシング・シリーズ（現インディNXT）で使用され、ビュイック製V6プッシュロッドエンジンを搭載していた。
日本では85Jというシャシー名で1985年の全日本F2選手権で使用された。